# Carmignano di Brenta
Carmignano di Brenta là một đô thị thuộc tỉnh Padova vùng Veneto, tọa lạc khoảng 50 km về phía tây bắc của Venezia và cách khoảng 25 km về phía tây bắc của Padova. Tại thời điểm ngày 31 tháng 12 năm 2004, đô thị này có dân số 7.270 người và diện tích 14,7 km².
Carmignano di Brenta giáp các đô thị: Cittadella, Fontaniva, Grantorto, Pozzoleone, San Pietro in Gu.